# Carolina Izsak
Carolina Eva Izsák Kemenyfy (Caracas, Venezuela, 21 de septiembre de 1971) es una modelo, filántropa y exreina de belleza venezolana.

## Biografía
Carolina Izsák nació en la ciudad de Caracas, Venezuela siendo proveniente de una familia de húngaros, Izsák compite en el Miss Venezuela 1991, representado al estado Amazonas, logrando la corona el 23 de mayo de 1991. Luego representó a su país en el certamen Miss Universo 1992 en Bangkok, Tailandia, el 9 de mayo de 1992 donde, a pesar de tener los puntajes más altos de todo el concurso, logra sólo la cuarta posición. A su regreso del certamen universal, y después de entregar su corona como Miss Venezuela, la entonces estudiante de Arquitectura en la Universidad Simón Bolívar, de Caracas, pasa a formar parte de la Fundación Ecológica Pampero. Luego de un tiempo regresa a la Universidad Simón Bolívar y se gradúa con el título de Arquitecto, contrae matrimonio y se retira de la vida pública.  
Izsák ostenta, hasta el momento, el récord de ser la Miss Venezuela con el reinado más largo de la historia (16 meses)